# Жизнь и судьба (телесериал)
«Жизнь и судьба» — российский многосерийный телефильм режиссёра Сергея Урсуляка, поставленный по одноимённому роману Василия Гроссмана.
Премьерный показ состоялся вечером 14 октября 2012 года на телеканале «Россия». Газета «Известия» сообщила, что первые две серии посмотрел «каждый пятый москвич» старше 18 лет.
В 2013 году фильм выдвигался на соискание международной премии «Эмми» в номинации «Лучший телефильм или мини-сериал».

## Сюжет
Сюжет разворачивается в 1942—1943 годы, в период обороны Сталинграда. Еврей Виктор Штрум — талантливый физик-ядерщик, работающий в одном из институтов страны над созданием атомной бомбы. В это время близкие Штрума погибают в гитлеровских лагерях и застенках НКВД, на него самого начинаются гонения. Изобретателя может спасти только его научное детище, которым заинтересовался сам Сталин. Государству нужно такое мощное оружие, как атомная бомба. Учёному предстоит сделать выбор: остаться верным науке и работать на «вождя нации» или отказаться от своего призвания и быть уничтоженным.

## В ролях
| Актёр                | Роль                                                            |
| -------------------- | --------------------------------------------------------------- |
| Сергей Маковецкий    | Виктор Павлович Штрум, физик-ядерщик                            |
| Александр Балуев     | Николай Григорьевич Крымов, политработник                       |
| Евгений Дятлов       | Пётр Павлович Новиков, полковник-танкист, любовник жены Крымова |
| Сергей Пускепалис    | Иван Иванович Греков, капитан-артиллерист                       |
| Лика Нифонтова       | Людмила, жена Штрума                                            |
| Антон Кузнецов       | майор Иван Берёзкин, комполка                                   |
| Полина Агуреева      | Евгения Шапошникова, жена Крымова                               |
| Анна Михалкова       | Марья Ивановна Соколова                                         |
| Вера Панфилова       | Надя Штрум, дочь Виктора и Людмилы                              |
| Полина Пушкарук      | Катя Венгрова, радистка                                         |
| Никита Тезин         | Толя Штрум, сын Людмилы                                         |
| Владимир Симонов     | Алексей Алексеевич Шишаков, академик                            |
| Рустэм Юскаев        | Пётр Соколов, заместитель Штрума, муж Марии Соколовой           |
| Константин Шелестун  | Василий Климов, разведчик                                       |
| Анатолий Гущин       | Глушков, ординарец Берёзкина                                    |
| Александр Никольский | Пивоваров, комиссар полка                                       |
| Виктор Шуляковский   | Дрелинг                                                         |
| Юлиан Малакянц       | Лаврентий Павлович Берия                                        |
| Константин Тополага  | генерал-полковник Александр Михайлович Василевский              |
| Сергей Цепов         | генерал-лейтенант Василий Иванович Чуйков                       |
| Сергей Шеховцов      | генерал-полковник Андрей Иванович Ерёменко                      |
| Александр Аравушкин  | генерал-майор Степан Савельевич Гурьев                          |
| Игорь Лях            | полковник Николай Филиппович Батюк                              |
| Анатолий Устинов     | комиссар Кузьма Акимович Гуров                                  |
| Ольга Дзисько        | Александра Владимировна Шапошникова, мать Евгении и Людмилы     |
| Роберт Ляпидевский   | Майзель, хирург в саратовском госпитале                         |
| Вадим Яцук           | 1-й Петрушков, сотрудник лаборатории Штрума                     |
| Виктор Яцук          | 2-й Петрушков, сотрудник лаборатории Штрума                     |
| Дмитрий Куличков     | Сошкин, политрук                                                |
| Дмитрий Гусев        | Жихарев, боец дома Грекова                                      |
| Юрий Лопарёв         | Поляков, боец дома Грекова                                      |
| Юрий Ицков           | Гришин, начальник паспортного стола                             |
| Елена Казаринова     | Верка Глухарева                                                 |
| Иван Лапин           | лейтенант Шуглин                                                |
| Дмитрий Родонов      | старшина Саблин                                                 |
| Владимир Гусев       | командующий 57-й армии генерал-майор Фёдор Иванович Толбухин    |
| Евгений Мундум       | немецкий солдат                                                 |
| Александр Сафронов   | Каценеленбоген                                                  |
| Игорь Данюшин        | сосед Жени Шапошниковой Драгин                                  |

## Съёмочная группа
Съёмки сериала проходили в Москве, Самаре, под Ярославлем, Рязанью и недалеко от Санкт-Петербурга. По словам режиссёра, в Москве снимали «'"бульвары в районе Чистых, несколько улиц в районе бывшей Хитровки. Нашли несколько зданий на Проспекте Мира, во дворе которых мы тоже снимали». В Самаре проводилась киносъёмка деревянных зданий, сохранившихся с военных лет, а также самарской филармонии. Под Ярославлем построили декорации Сталинграда.

Несмотря на то, что в главных ролях заняты знаменитые российские актёры, режиссёр искал новые лица: 
Я старался не допустить ситуации, когда из каждого окопа вылезет народный артист России. Мне нужны были хорошие артисты, но не очень известные. Зритель должен верить, что они из того времени, а не из этого.
Исполнителям главных ролей накладывался грим, изменяющий их внешность. «Этот грим так искусно сделан, что не каждый его увидит. Я встретил недавно Маковецкого и подумал, что надо было ему прицепить нос из фильма — он ему очень идёт», — пошутил режиссёр в интервью. Для закадрового голоса Сталина прослушивались около трёх десятков человек.
По сведениям газеты «Гудок», в съёмках было задействовано 12 танков, а на экране их количество увеличили с помощью компьютерной графики. 15 самых квалифицированных пиротехников использовали 4,5 тысячи имитаторов взрывов, 55 тонн торфа, 54 тысячи холостых патронов, предоставленных Министерством обороны России.

## Художественные особенности и критика
Эдуард Володарский в интервью признался, что согласился написать сценарий, не прочитав до этого самого романа. При этом о Гроссмане он отозвался так: «Но в остальном, я тебе скажу, хотя моя фамилия и стоит в титрах, это действительно гнилой писатель. Писатель, не любящий страну, в которой он родился и жил». Володарский не дожил до премьеры «Жизни и судьбы» всего несколько дней.
Режиссёр Сергей Урсуляк перед выходом сериала сказал: «в фильме речь не о Сталине и сталинизме, а о проблеме выбора человека, его взаимоотношения с властью, государством и родиной».

Дмитрий Черемнов из интернет-издания «Газета.Ru» отмечает, что «образ физика, кстати, едва ли не самый сильный в сериале: Маковецкий своей игрой рассказал больше, чем вошло в сценарий. Впрочем, Урсуляку удалось собрать довольно сильный ансамбль»: 
Описание обороны «Дома Грекова» у Урсуляка и Володарского оказалось шире, чем у Гроссмана: то, что в романе умещалось в пару фраз, в сериале превратилось в большое батальное полотно, а сам Греков стал харизматичным лидером отряда героев. По рассказам создателей картины, под Ярославлем разрушенный Сталинград был создан заново, а над спецэффектами работала целая команда специалистов.
Александр Тимофеевский-младший резко раскритиковал сериал: 
Главное в романе Гроссмана — тождество советского и немецкого фашизма — из фильма Урсуляка исчезло напрочь. <…> Гроссман, из которого, как рак и метастазы, аккуратно вырезали весь смысл, повис где-то с боку бессильной тряпочкой, а на экране возник классический советский фильм про ВОВу в жёсткой стилистике ВОВ-нуар.
Но исчезнувший смысл за себя отомстил — нет ни образов, ни характеров, потому что нет внутреннего развития, есть какие-то маски, хуже или лучше сыгранные, всё ожидаемо и предсказуемо, как в трэше, на первый план выходит сам жанр в траншее по шею. Роман всё же полностью не уничтожен, он торчит обрывками верёвок, но идущая от него нудная повествовательность, как полагается в жанре, нашпигована кульминациями, и хорошо, если кого-нибудь убьют…

Кинообозреватель Антон Долин отмечает отличия сценария от первоисточника: «сюжетная ткань заметно изменена, целые линии выпали, не оставив и следа, другие заметно сокращены», «Гроссман написал роман про сопротивление тоталитарному гнёту, а Урсуляк снимает про семью и любовь — лирические, видите ли, сцены!» Долин также пишет о сведе́нии центральных образов к «портретной галерее» 
Кино добивается того, что не под силу литературе. Каждый из маститых актёров, занятых в главных ролях, в одночасье низводится до эпизодического персонажа… Сериал Урсуляка — ещё и портретная галерея, череда удивительных лиц. На них подвижная камера оператора-виртуоза вдруг замирает, на долгие секунды отменяя ход сюжета, отметая нарративную логику, оставаясь наедине с хрупкой красотой лица, ландшафт которого настолько увлекательнее, чем умопомрачительная декорация полуразрушенного Сталинграда. Таких эпизодников, возносящих частные истории придуманных литературных героев до художественной правды, в фильме, кажется, сотни. Как ни странно, именно их присутствие позволяет состояться исполнителям центральных ролей, отражённым в этих лицах как в зеркале времени… Вместе они превращаются в то, чего в нашем кино не бывало уже много лет, если не десятилетий, — в коллективный образ.
Михаил Бударагин соглашается с Тимофеевским и Долиным, отмечая, что 
Антисталинизм Урсуляку ещё менее интересен, чем сталинизм, и на материале, который сам всегда приводил автора в один из двух вечных наших лагерей, режиссёр создаёт нечто совершенно иное. Повесть о любви в тяжелейших обстоятельствах: сюжет, который почти каждый зритель — пусть и с оговоркой — может перенести на себя.
При этом все критики ставят в заслугу фильму то, что в нём нет образа вождя: «Вожди Урсуляку элементарно неинтересны», а внимание сосредоточено на «простых людях».

## Награды и номинации
- В 2013 году фильм выдвигался на соискание международной премии «Эмми» в номинации «Лучший телефильм или мини-сериал»[2].
- XXI Всероссийский кинофестиваль «Виват кино России!» в Санкт-Петербурге[16]:
  - приз За лучший телевизионный многосерийный фильм,
  - приз За лучшую мужскую роль в телесериале — Сергею Маковецкому,
  - приз За лучшую женскую роль в телесериале — Лике Нифонтовой.
- 2014 — «Золотой орёл»:
  - премия За лучший телевизионный сериал (более 10 серий)
  - премия За лучшую женскую роль на телевидении — Полина Агуреева
  - премия За лучшую мужскую роль на телевидении — Сергей Маковецкий
  - номинация За лучшую мужскую роль на телевидении — Александр Балуев
  - номинация За лучшую женскую роль на телевидении — Анна Михалкова
- 2013 — призы Ассоциации продюсеров кино и телевидения за 2012 год в номинациях[17]:
  - «Лучшая сценарная работа» — Эдуарду Володарскому
  - «Лучшая музыка к телефильму/сериалу» — Василию Тонковидову
  - «Лучшая операторская работа» — Михаилу Суслову
  - «Лучшая работа художника-постановщика» — Алиму Матвейчуку и Олегу Ухову